# 이문수 (국악인)
이문수(1969년 ~)는 대한민국의 아쟁 연주가다.

## 방송
- KBS 국악대경연 (2006) - 대상

## 음반
- 공유 (2007)
- 한국문학 음악에 담다 (2008)

## 작사/작곡
- 서정훈 <Dream> (2002) - 작곡/편곡
- 다나 <With 4 U (미안해...고마워)> (2002) - 작곡/편곡
- 이성철 <시작해봐> (2007) - 작곡/편곡
- 장소영 <내 모든 것> (2009) - 작사